# Erich Mückenberger
Erich Mückenberger (ur. 8 czerwca 1910 w Chemnitz, zm. 10 lutego 1998 w Berlinie) – wschodnioniemiecki funkcjonariusz partyjny SED, m.in. czł. Biura Politycznego KC SED (1958–1989), przew. Centralnej Komisji Kontroli Partyjnej SED (1971–1989).

## Życiorys
Syn piekarza i pończoszniczki. Po ukończeniu szkoły podstawowej i średniej (1916–1924), Mückenberger kształcił się w zawodzie ślusarza (1924–1927). W 1924 wstąpił do Związku Socjalistycznej Młodzieży Robotniczej  (Sozialistischen Arbeiterjugend) i działał jako działacz młodzieżowy w Chemnitz (1925–1933). W 1927 został członkiem SPD. W latach 1927–1928 uczęszczał do Wyższej Szkoły Włókiennictwa (Höhere Fachschule für Textilindustrie) w Chemnitz i pracował do 1930 jako ślusarz i tkacz. Do 1933 był bezrobotny, a następnie zatrudniony jako ślusarz i regulator maszyn (1934–1942). W sierpniu 1935 został aresztowany i przebywał w obozie koncentracyjnym w Sachsenburgu (1935–1936). Po kilku procesach w 1938 został skazany na 10 miesięcy więzienia za zdradę stanu. W 1942 został ponownie aresztowany i trafił do karnego batalionu Wehrmachtu, w styczniu 1945 zostając rannym.
Od kwietnia do sierpnia tegoż roku był angielskim jeńcem wojennym. Pracował w Wolfsburger Motorenwerken w Hannowerze (1945).
Był członkiem SED od zjednoczenia SPD z KPD. W 1946 uczęszczał do szkoły partyjnej landu SED (Landesparteischule), był działaczem SED w Chemnitz, I sekretarzem Komitetu Landu SED w Turyngii (1949–1952), I sekr. KO SED w Erfurcie (1952–1953). Mückenberger był posłem do Izby Ludowej NRD (Volkskammer) (1950–1989), m.in. członkiem jej Komisji Rolnictwa, Leśnictwa i Przemysłu Spożywczego (1958–1963), a od 1971 członkiem Prezydium i przewodniczącym frakcji parlamentarnej SED. W latach 1950–1989 był też zastępcą członka jak i członkiem Komitetu Centralnego SED, od 1958 członkiem Biura Politycznego KC. Był także od 1952 do 1954 członkiem rady okręgowej w Erfurcie, a od 1953 do 1961 sekretarzem Komitetu Centralnego SED. W latach 60. XX wieku został ostro skrytykowany przez sekretarza rolnictwa KC. W latach 1960–1961 studiował w Wyższej Szkole Partyjnej KPZR (Высшая партийная школа КПСС) w Moskwie, a następnie był I sekr. KO SED we Frankfurcie nad Odrą (1961–1971), i od 1963 członkiem rady okręgowej. W latach 1972–1989 zastąpił Hermanna Materna na stanowisku przewodniczącego Centralnej Komisji Kontroli Partyjnej SED. Był też przewodniczącym Towarzystwa Przyjaźni Niemiecko-Radzieckiej (Gesellschaft für Deutsch-Sowjetische Freundschaft – DSF) (1978–1989). Z racji sprawowanych funkcji był „skoszarowany” w partyjno-rządowych osiedlach kierownictwa NRD – początkowo wokół Majakowskiring w Berlinie-Pankow, następnie na Osiedlu Leśnym pod Bernau. 
W dniu 8 listopada 1989 Mückenberger został wydalony z Biura Politycznego KC, a następnie w styczniu, z SED. Był współoskarżonym w procesie za „zabójstwo i napaść na wewnętrznej granicy niemieckiej” (Mauerschützenprozesse), w którym w 1996 Sąd Okręgowy w Berlinie zakończył jego współudział bez rozstrzygnięcia.